# Temple des millions d'années d'Amenhotep III
Parfois appelé l’Aménophium, le temple de millions d’années d’Amenhotep III, « Neb-Maât-Rê à l’occident de Thèbes », est situé à Kôm el-Hettan (arabe : كوم الحيطان), sur la rive ouest du Nil, face à Louxor, à droite de la route menant vers la nécropole thébaine. On suppose qu’il a été détruit par une secousse tellurique durant le règne de Ramsès II ainsi que par les inondations, ce temple étant le monument le plus proche du lit majeur du Nil. Par la suite, les ruines ont servi de matériau de construction pour les monuments ultérieurs.
Ce temple était le plus grand de tous les temples de millions d’années qui aient existé, regorgeant de statues colossales, de cours et de pylônes.
Il est célèbre par ses deux statues monumentales, les colosses de Memnon, qui en ornaient l’entrée devant un premier pylône en briques. Ces deux statues représentent le roi Amenhotep III, flanqué de chaque côté de deux reines, à droite la grande épouse royale Tiyi et à gauche la reine mère Moutemouia.
En 1832, deux sphinx achetés par l'Académie de Saint-Pétersbourg provenant de la tombe d'Amenhotep III, sont arrivés dans la ville russe où ils ont été installés le long du Quai aux sphinx qui est une section du Quai de l'Université et où ils se trouvent toujours aujourd'hui. Un marchand anglais les avait vendus à la France mais l'opération ne s'est pas réalisée à cause de la révolution de juillet 1830.

## Fouilles archéologiques

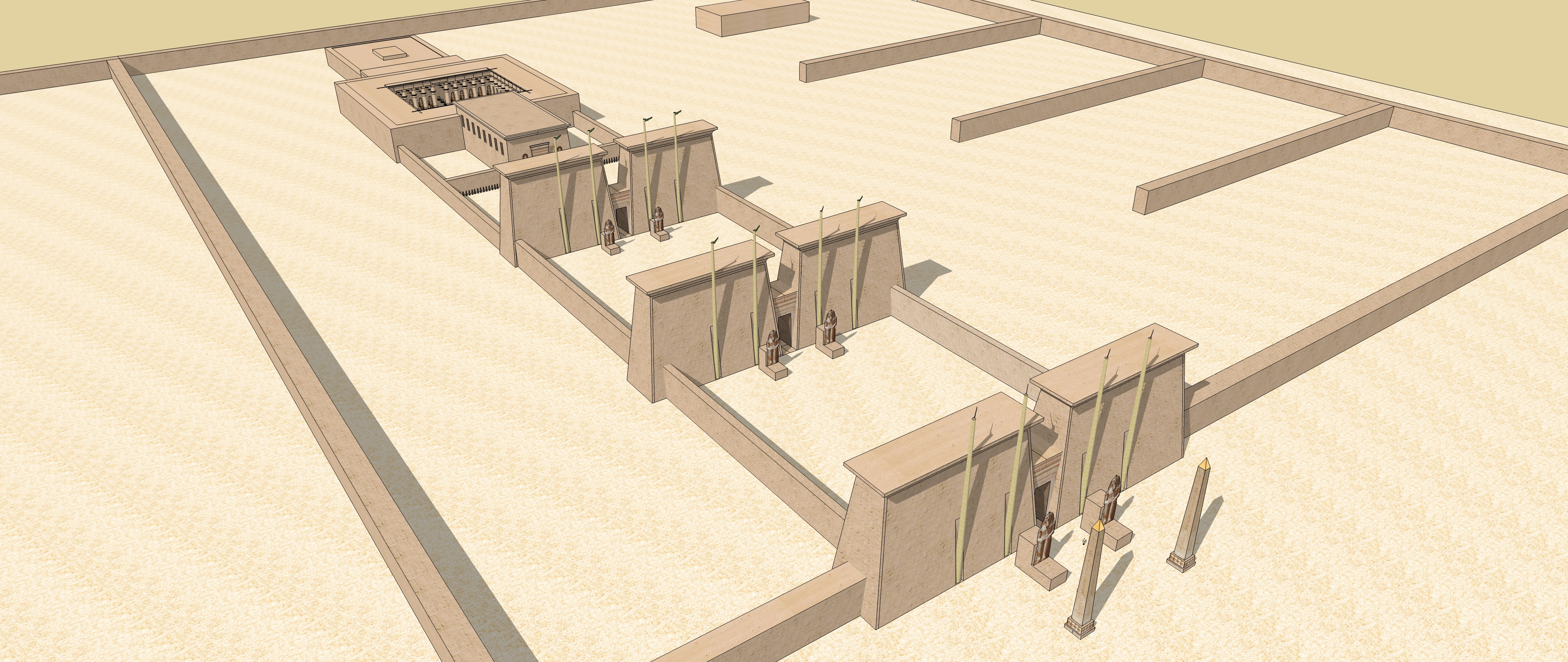
Proposition de restitution de la vue générale du temple d'Amenhotep III.

Depuis de nombreuses années, le site est fouillé par la Mission des Colosses de Memnon et du temple d’Amenhotep III à Kôm el-Hettan, dirigée par Hourig Sourouzian.

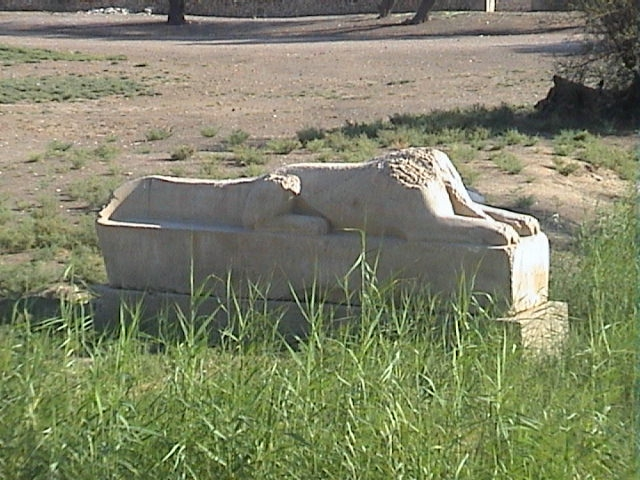
Sphinx à corps de crocodile découvert sur le site du temple.

Les fouilles ont permis de reconstituer le plan du temple composé de trois pylônes précédés chacun d’une paire de statues colossales du roi dont la hauteur allait en diminuant en pénétrant dans le temple pour accentuer l’effet de perspective. Ces pylônes précédaient une cour hypostyle, avant l’accès au naos.
Durant la campagne de fouilles 2006, quarante-deux statues de la déesse Sekhmet ont été découvertes. Ces statues, d’une hauteur d’environ deux mètres et d’un poids d’environ 1,8 tonne chacune, ornaient le pourtour de la cour hypostyle.[réf. souhaitée]
En mars 2009, les archéologues égyptiens ont mis au jour de nombreux objets dans les ruines ensevelies, dont deux statues d’Amenhotep en granit noir. En septembre 2010, ils ont découvert une statue d’Amenhotep III coiffé de la double couronne d’Égypte, assis sur son trône au côté du dieu Amon. Elle mesure 1,3 mètre de hauteur et 95 centimètres de largeur et correspond à la moitié supérieure d’une statue faite en granit rouge. Les archéologues pensent en effet que la statue dans son entier mesurait environ 3 mètres.
En décembre 2017, durant une fouille effectuée par la mission archéologique égypto-européenne, dans le cadre du projet de conservation du temple d'Amenhotep III, vingt-sept autres statues fragmentées de la déesse Sekhmet ont été découvertes près des Colosses de Memnon. Hourig Sourouzian a indiqué avoir découvert à ce jour 287 statues de Sekhmet depuis le début des fouilles en 1998.
Deux autres statues représentant des sphinx — en mauvais état — à l’effigie du roi ont été mises au jour en 2021 :

« L’année 2021 s’est bien terminée ; nous avons découvert derrière le troisième pylône deux statues en calcaire de huit mètres de long représentant des sphinx. Ils bordaient, à notre avis, une grande allée processionnelle qui menait du troisième pylône jusqu’à la cour péristyle.Les fouilles étaient difficiles, pour parvenir à ces deux pièces, les ouvriers ont dû creuser près de trois mètres dans un limon particulièrement dur. »

— déclaration d'Hourig Sourouzian

## Photos

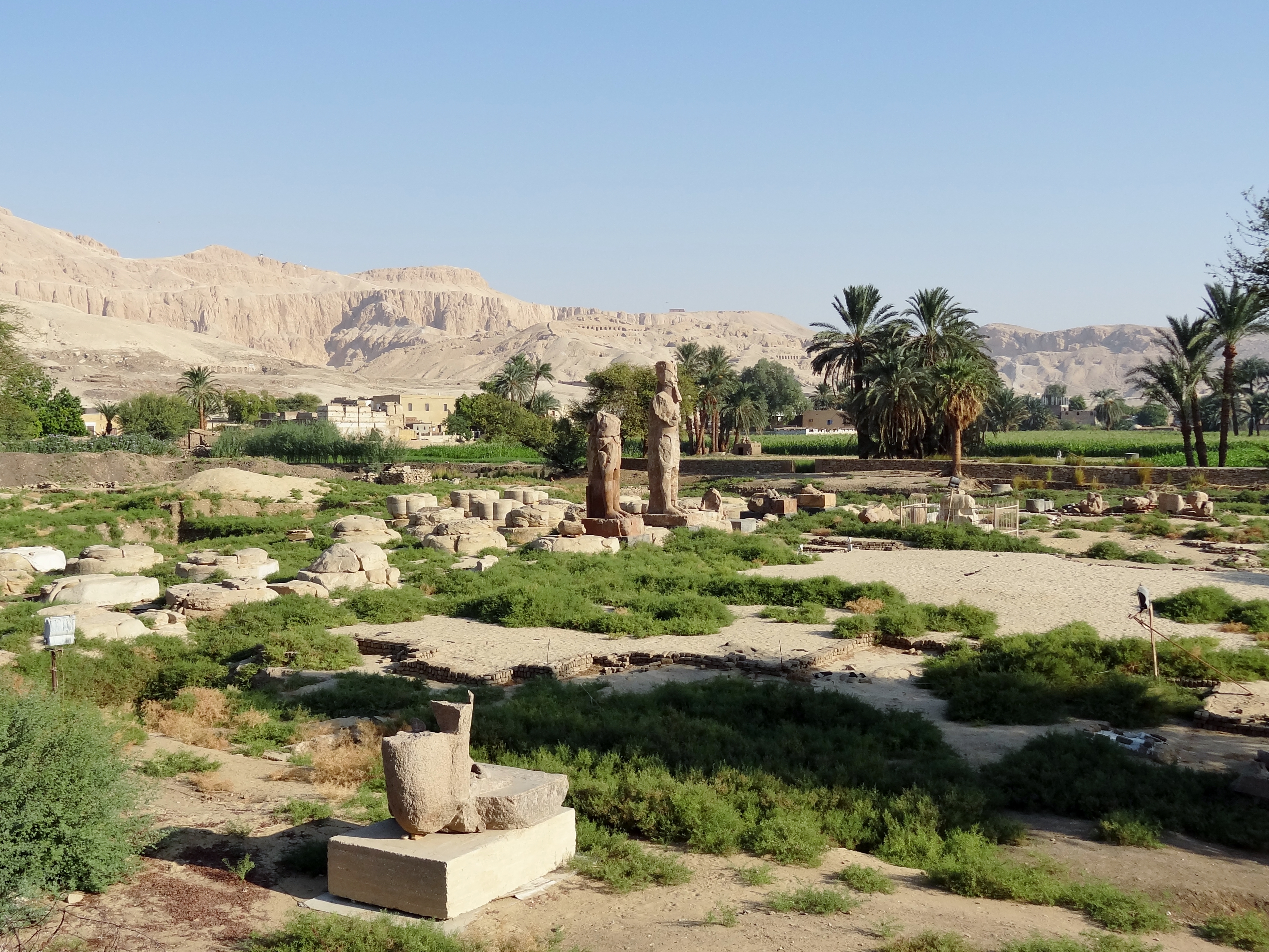
Vue partielle du site (2014).
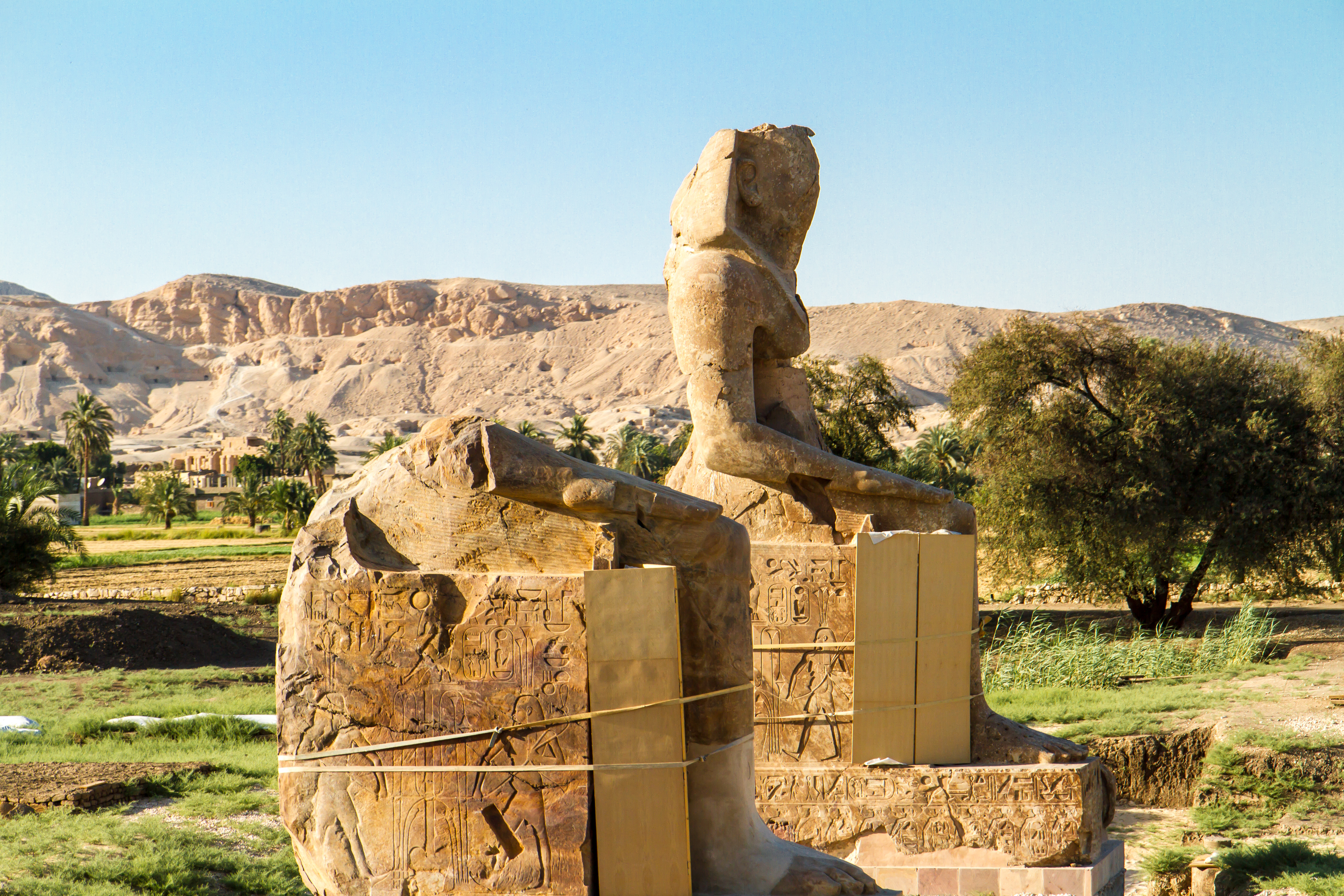
Colosses en cours de restaurations.
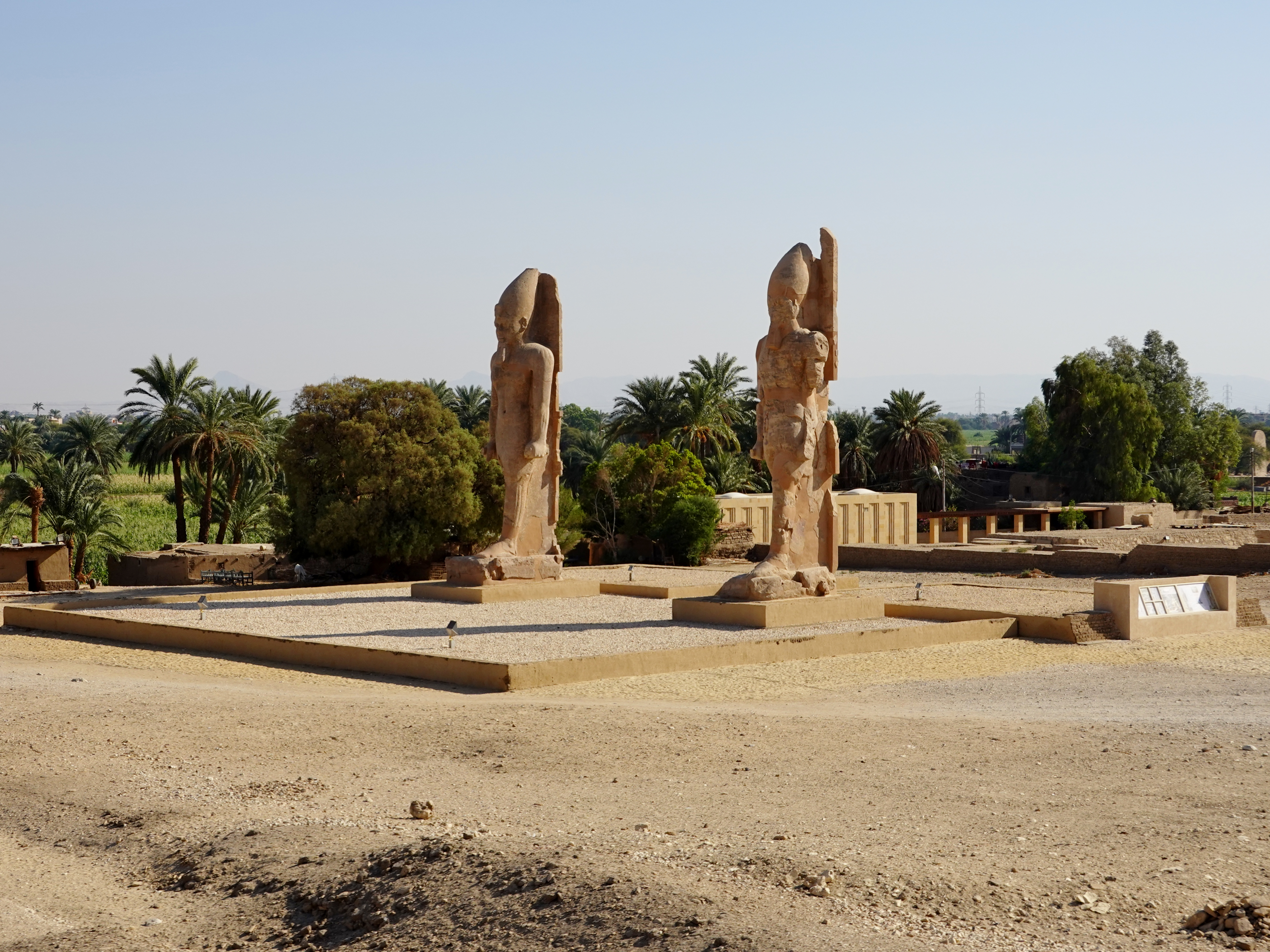
Autres colosses reconstitués.